# Nisroch
Nisroch ist eine im Alten Testament erwähnte Gottheit, in deren Tempel in Ninive König Sanherib von Assyrien im Jahre 681 v. Chr. von seinen Söhnen erschlagen wurde (2 Kön 19,37  par. Jes 37,38 ). 
Außerbiblisch ist er bekannt als Mann, der in den Gottesstand erhoben wurde und dabei den Kopf eines Adlers erhalten hat.
Es ist noch nicht gelungen, Namen und Funktion der Gottheit befriedigend zu deuten. Manche bringen ihn in Verbindung mit dem mesopotamischen Gott Ninurta.
In John Miltons Buch Verlorenes Paradies ist Nisroch ein Fürst bzw. Anführer gefallener und rebellischer Engel.